# Lispe ezensis
Lispe ezensis este o specie de muște din genul Lispe, familia Muscidae, descrisă de Shinonaga și Tadao Kano în anul 1983. Conform Catalogue of Life specia Lispe ezensis nu are subspecii cunoscute.